# Negrópolis
Negrópolis fue un programa de radio argentino emitido en Rock & Pop.
Surgió luego de que Elizabeth "La Negra" Vernaci aceptó la propuesta de la emisora para ocupar con el equipo de su programa anterior (Tarde negra) el horario matutino vacante tras el fin de ¿Cuál es? con Mario Pergolini.

## Equipo
- Conductora: Elizabeth "La Negra" Vernaci[1]
- Coconductor: Humberto Tortonese
- Comentaristas de música: Alfredo Rosso - Eduardo de la Puente
- Comentarista de curiosidades y espectáculo: Natalia Carulias
- Humorista: Carlos Sturze
- Columnista de arte: Nushi Muntaabski
- Columnista de maternidad: Ingrid Beck
- Columnista de economía: Carlos Burgueño - Alejandro Bercovich
- Columnista de sexología: Patricio Gómez Di Leva
- Columnista de tecnología: Federico Ini
- Columnista de deporte: Gustavo Grabia
- Productores: Sergio Salazar - Guillermo "Guillo" García
- Guionista: Carlos Barragán
- Operador técnico: Sebastián Merani

## Premios y nominaciones
- Martín Fierro 2013: Labor conducción femenina - Elizabeth Vernaci - Negrópolis en Rock & Pop - Nominada
- Martín Fierro 2014: Programa de interés general - Negrópolis en Rock & Pop - Nominado
- Martín Fierro 2014: Labor conducción femenina - Elizabeth Vernaci - Negrópolis en Rock & Pop - Nominada

## Cancelación
Negrópolis salió del aire debido a que Rock & Pop no renovó los contratos de Elizabeth "La Negra" Vernaci y de su compañero Humberto Tortonese. La decisión habría sido motivada por una polémica discusión mediática entre la conductora y Victoria Vanucci, esposa de uno de los propietarios de la emisora en aquel entonces.